# ۸۰۰ (عدد)
۸۰۰ (عدد)یک عدد طبیعی زوج است که بعد از ۷۹۹ و قبل از ۸۰۱ قرار دارد.